# 高天鹤
高天鹤（1993年7月26日—），中国假声男高音歌手、歌剧演员、节目主持人。2018年以假声男高音演唱成员身份参加湖南卫视美声综艺节目《声入人心》第一季，并成为年度首席成员。2019年加入湖南卫视《天天向上》主持团，并以声入人心男团成员身份出道。次年6月，因考证作弊事件而离开湖南卫视及声入人心男团。

## 早年生活
高天鹤出生于黑龙江省哈尔滨市，5岁时开始学习二胡，总共花费10多年的时间学习民族乐器。读高中的时候，他偶然在电视上看到著名歌剧《图兰朵》，对其产生深刻的印象。在老师的劝说之下，他开始学习声乐。高天鹤原本是学唱男高音，其专业度常年位居年级前三名。但他认为女高音是歌剧上的明珠，于是通过后期的模仿自学练就了假声男高音。
此外，高天鹤从小就有看书的兴趣爱好，“可以把什么课都过成语文课”。

## 演艺经历
从天津音乐学院毕业后，高天鹤成为天津歌舞剧院的歌剧演员。
2017年1月18日，参加天津交响乐团“新年好——天成之乐合唱团新春音乐会”。7月25日，参演天津歌舞剧院原创音乐剧《一盏明灯·焦裕禄》。2018年10月，以假声男高音演唱成员身份参加湖南卫视美声综艺节目《声入人心》第一季。在节目中，他除了唱功优秀之外，还善于点评其他成员的演唱，因此被网友称作“第四出品人”、“语文课代表”。12月31日，与王晰、阿云嘎、郑云龙等人参加《快乐中国湖南卫视2018－2019跨年演唱会》，表演流行歌曲串烧。

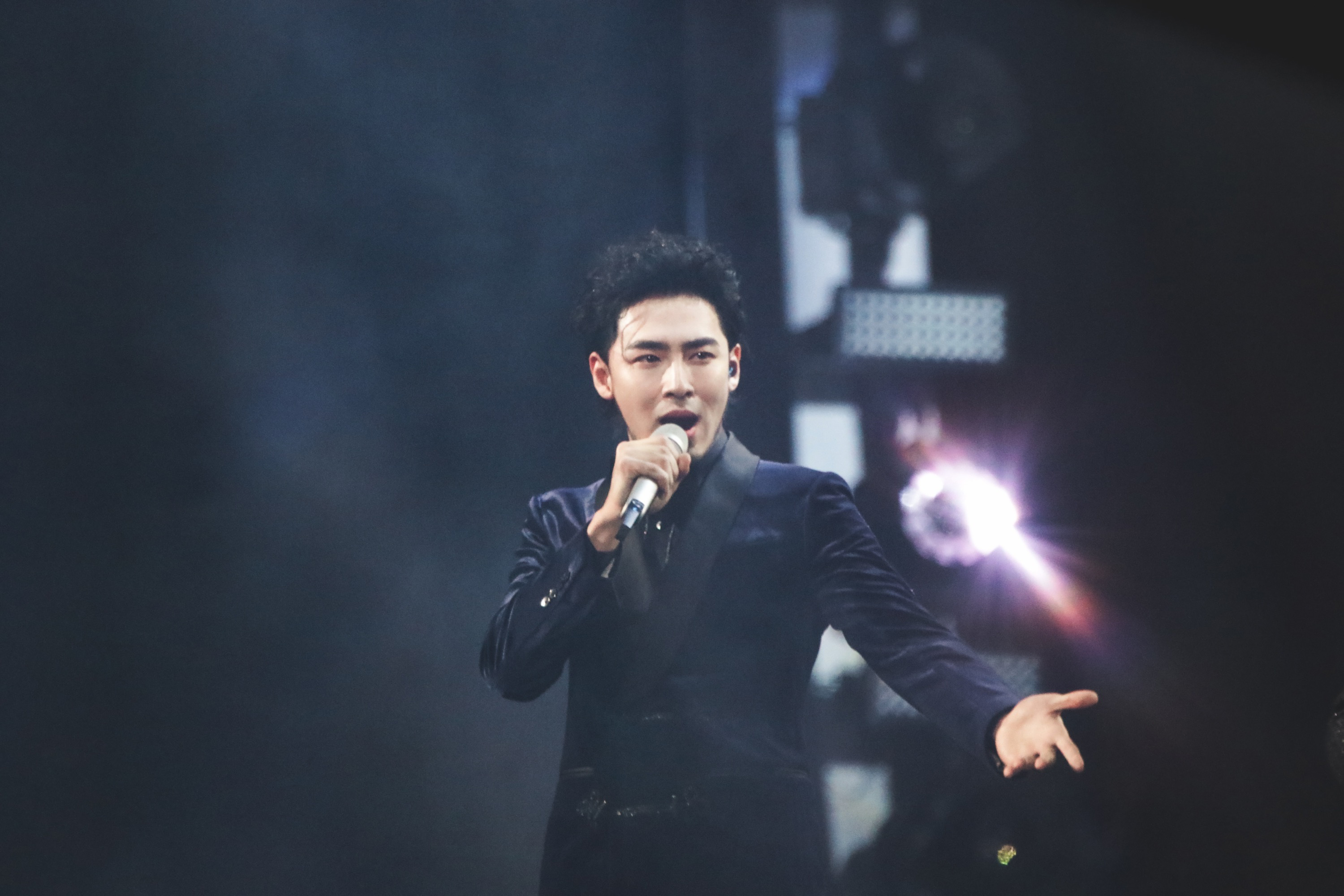
2018年12月31日，高天鹤于《快乐中国湖南卫视2018－2019跨年演唱会》

2019年1月6日，高天鹤成为《声入人心》第一季年度首席成员；同月，他还先后参加了《2019年天津广播电视台春节联欢晚会》、《“四海同春”2019全球华侨华人春节大联欢》以及《2019湖南卫视春节联欢晚会》。2月初，担任《歌手2019》踢馆歌手声入人心男团的音乐合伙人；同月19日，与刘彬濠、仝卓在湖南卫视《2019元宵喜乐会》上同台演唱。此后，高天鹤辞去在天津歌舞剧院的工作，并前往长沙发展。4月16日，参加“声入人心2019音乐会巡演”。4月24日，与鞠红川、蔡程昱等MXH36成员参加《逐梦航天——2019“中国航天日”文艺晚会》。5月3日，出席“成都音乐盛典·成都ART音乐节”。次日，湖南卫视《天天向上》播出“五四特辑”，高天鹤在这期节目中以实习主持人身份加入“天天兄弟”主持团。6月，高天鹤参与录制的《2019年中央广播电视总台六一晚会》以及《神奇的汉字》先后开播。12月，与鞠红川、仝卓、蔡程昱共同出席“环球DECCA音乐厂牌全球90周年暨‘声入人心’男团成团盛典”，正式组成声入人心男团。
2020年3月，推出古风单曲《天下局》。同月，随声入人心男团作为奇袭歌手参加湖南卫视《歌手·当打之年》，凭借一首《你的色彩》奇袭萧敬腾获胜，并最终奇袭成功。突围赛环节，声入人心男团在组内对决中不敌袁娅维，从而突围失败。6月底，高天鹤与湖南卫视解约。10月，参与TEDx外滩2020年度大会。
2021年3月，受邀参与《王者荣耀》携手保利演艺所打造的“听见王者世界——2021王者荣耀交响音乐会”全国巡演。5月，受邀参与“五虎上将，参见！”王者荣耀交响音乐会特别版。

## 音乐作品
| 发行时间 | 名称                                                                     | 备注                                                                          |
| -------- | ------------------------------------------------------------------------ | ----------------------------------------------------------------------------- |
| 2017年   | 《钗头凤》                                                               | 电影《唐琬与陆游》主题曲                                                      |
| 2017年   | 《梦回草桥》 （合作演唱者：何琦）                                        | 网络剧《梁山伯与祝英台新传》主题曲                                            |
| 2018年   | 《光之心》 （合作演唱者：MXH36其余成员）                                 | 综艺节目《声入人心》第一季主题曲                                              |
| 2019年   | 《不说再见》 （合作演唱者：廖昌永、MXH36其余成员）                       |                                                                               |
| 2019年   | 《光境》 （合作演唱者：李光）                                            |                                                                               |
| 2019年   | 《养你才是最宠的告白》 （合作演唱者：蔡程昱、鞠红川）                    |                                                                               |
| 2019年   | 《Favorite》 （合作演唱者：蔡程昱、鞠红川）                              | “芒果音乐节”主题曲                                                            |
| 2019年   | 《追梦之路》 （合作演唱者：霍尊、蔡程昱）                                |                                                                               |
| 2020年   | 《少年行》 （合作演唱者：阿云嘎、郑云龙、鞠红川）                        | 《经典咏流传》第三季传唱曲目                                                  |
| 2020年   | 《天下局》 （页面存档备份，存于）                                        | 由“忘川风华录”策划推出 原唱为赤羽                                             |
| 2020年   | 《你的色彩》 （页面存档备份，存于） （合作演唱者：蔡程昱、仝卓、鞠红川） | 《歌手当打之年》首唱版本名为《Qui Con Me》 （页面存档备份，存于），由尼克改篇 |
| 2020年   | 《亲爱的》 （页面存档备份，存于） （合作演唱者：蔡程昱、仝卓、鞠红川）   |                                                                               |
| 2020年   | 《迷途的孩子》 （页面存档备份，存于）                                    |                                                                               |
| 2020年   | 《关于少年的一切》                                                       | “后浪漫少年” 企划 Track 02 - 后少年                                           |

## 舞台剧

### 歌剧
| 年份   | 名称         | 角色     | 备注                 |
| ------ | ------------ | -------- | -------------------- |
| 不適用 | 《岳飞》     | 王俊将军 | 天津音乐学院原创歌剧 |
| 不適用 | 《乡村骑士》 | 图里杜   |                      |
| 不適用 | 《张骞传奇》 | 说书人   |                      |
| 不適用 | 《茶花女》   | 不適用   |                      |
| 不適用 | 《卡门》     | 不適用   |                      |
| 不適用 | 《爱之甘醇》 | 不適用   |                      |
| 不適用 | 《一江春水》 | 不適用   |                      |
| 不適用 | 《党的女儿》 | 不適用   |                      |
| 不適用 | 《青春之歌》 | 不適用   |                      |
| 不適用 | 《钱学森》   | 不適用   |                      |
| 不適用 | 《阿依达》   | 不適用   |                      |
| 不適用 | 《弄臣》     | 不適用   |                      |
| 不適用 | 《中华儿女》 | 不適用   |                      |

### 音乐剧
| 年份   | 名称                | 角色   | 备注                   |
| ------ | ------------------- | ------ | ---------------------- |
| 2017年 | 《一盏明灯·焦裕禄》 | 焦国庆 | 天津歌舞剧院原创音乐剧 |

### 王者荣耀交响音乐会
王者荣耀携手保利演艺打造《听见王者世界——2021王者荣耀交响音乐会》于上海、武汉、苏州、无锡、北京等31个城市的保利剧院进行精彩演出。
| 年份   | 合作乐团     | 指挥   | 备注                           |
| ------ | ------------ | ------ | ------------------------------ |
| 2021年 | 苏州交响乐团 | 常畅   |                                |
| 2021年 | 中国交响乐团 | 李心草 | 五月特别版《五虎上将，参见！》 |

## 综艺节目
| 年份   | 頻道/平台 | 節目名稱          | 備註                       |
| ------ | --------- | ----------------- | -------------------------- |
| 2018年 | 湖南卫视  | 《声入人心》      | 演唱成员                   |
| 2019年 | 湖南卫视  | 《天天向上》      | 主持人                     |
| 2019年 | 湖南卫视  | 《神奇的汉字》    | 嘉宾                       |
| 2019年 | 湖南卫视  | 《中餐厅》        | 嘉宾                       |
| 2020年 | 湖南卫视  | 《歌手·当打之年》 | 奇袭歌手（随声入人心男团） |

## 荣誉及奖项
- 2013年，获得新加坡中国声乐国际大赛铜奖[1]；
- 2015年，获得美国圣荷西国际声乐大赛一等奖[1][2]；
- 2019年，《南方人物周刊》评选青年领袖奖；
- 2020年，获得流行金曲排行榜年度荣誉美声歌手。

## 争议事件
2020年6月26日，部分网民发现《天天向上》节目海报少了高天鹤。28日播出的《天天向上》新一期节目中，高天鹤的镜头均被删除，引发网民的猜测。此前，有自称同考场的考生指控高天鹤于2019年广播电视播音员主持人资格考试笔试环节作弊。6月29日，湖南省广播电视局证实高天鹤存在违纪行为，并决定取消其考试成绩。高天鹤随后发文致歉。